# Rover serii 400
Rover serii 400 – samochód osobowy klasy kompaktowej produkowany przez brytyjską markę Rover w latach 1990–1999 oraz jako Rover 45 w latach 1999–2005.

## Pierwsza generacja

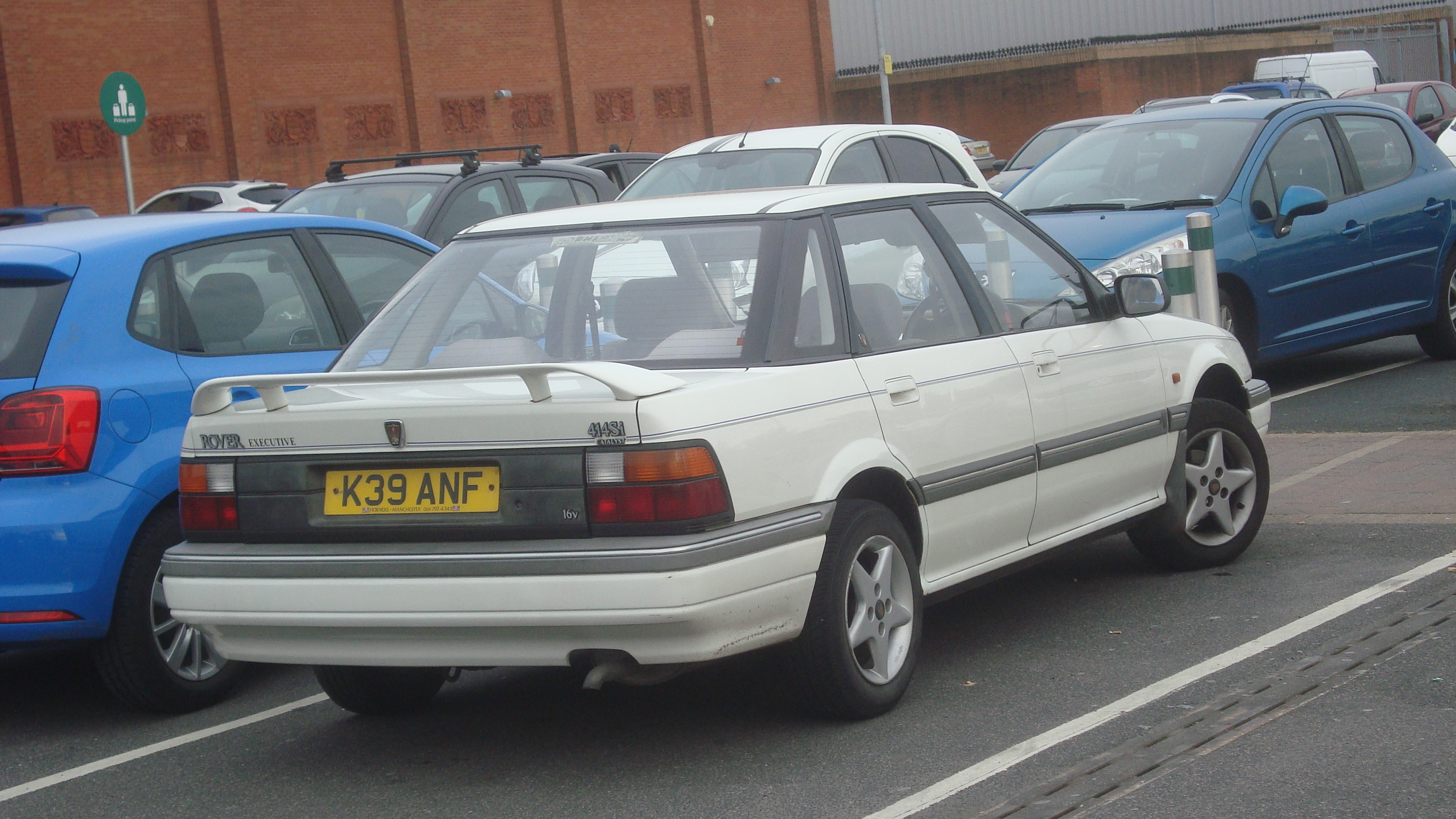
Rover serii 400 I – tył

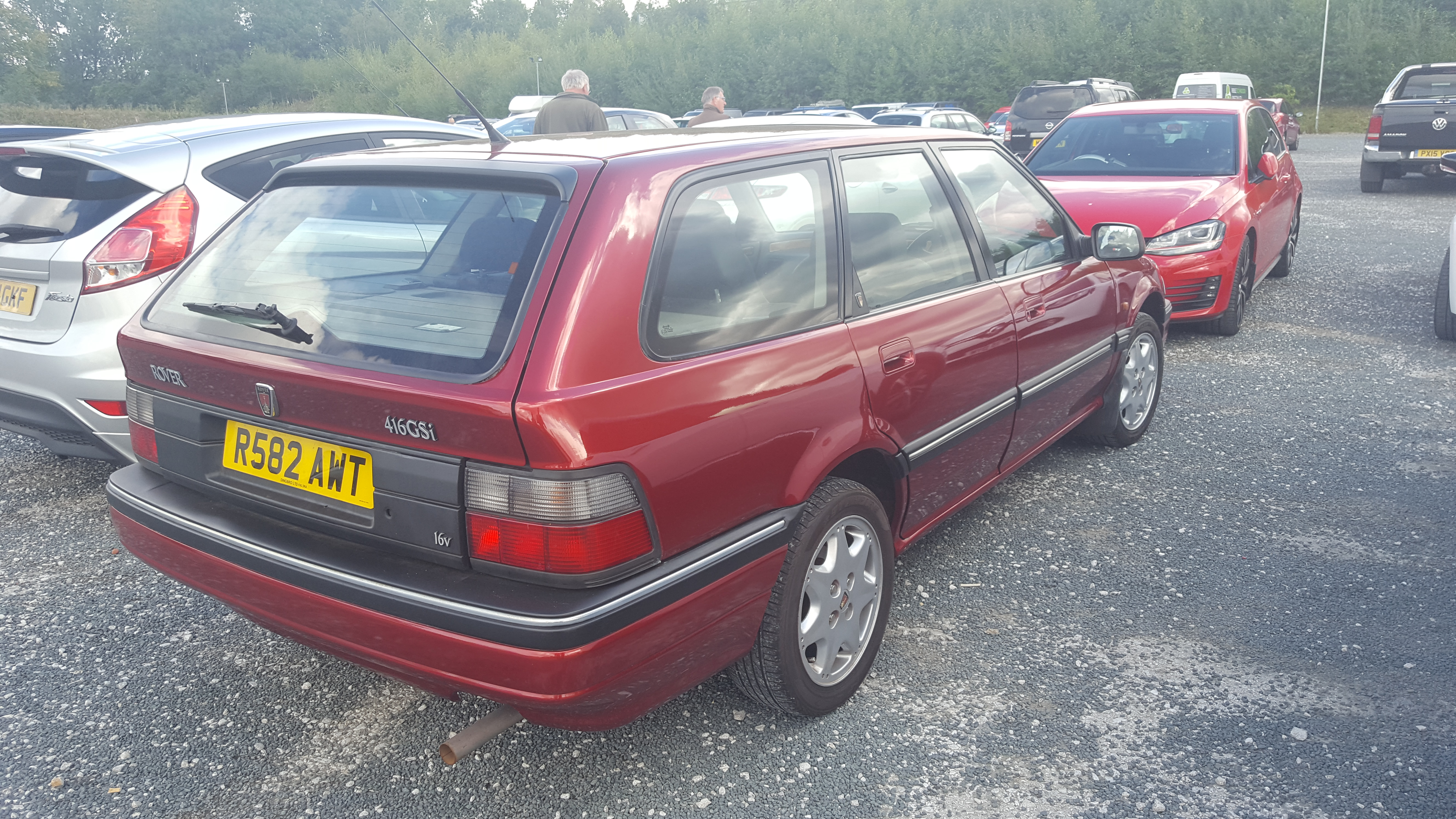
Rover serii 400 I Kombi

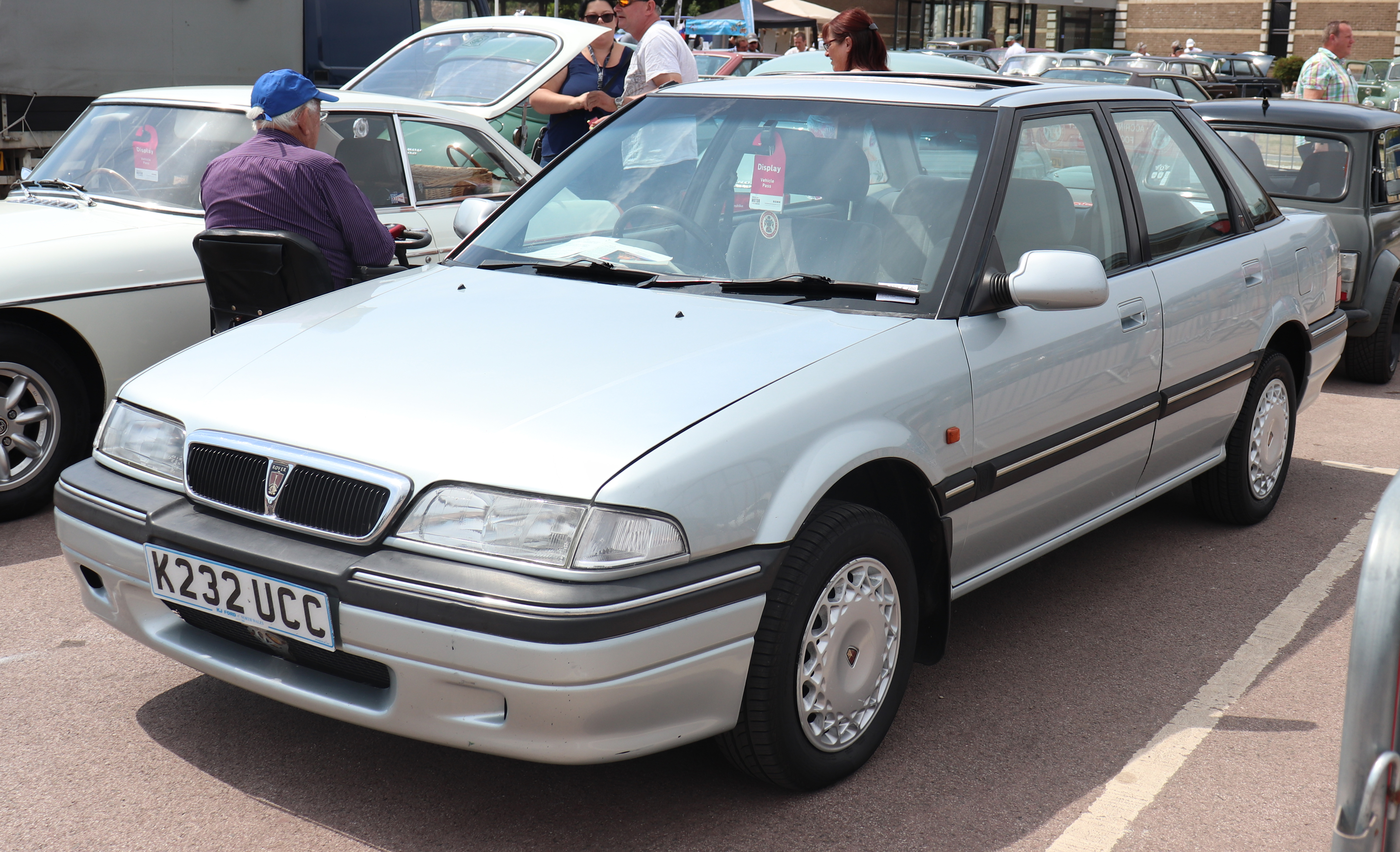
Rover serii 400 I po liftingu

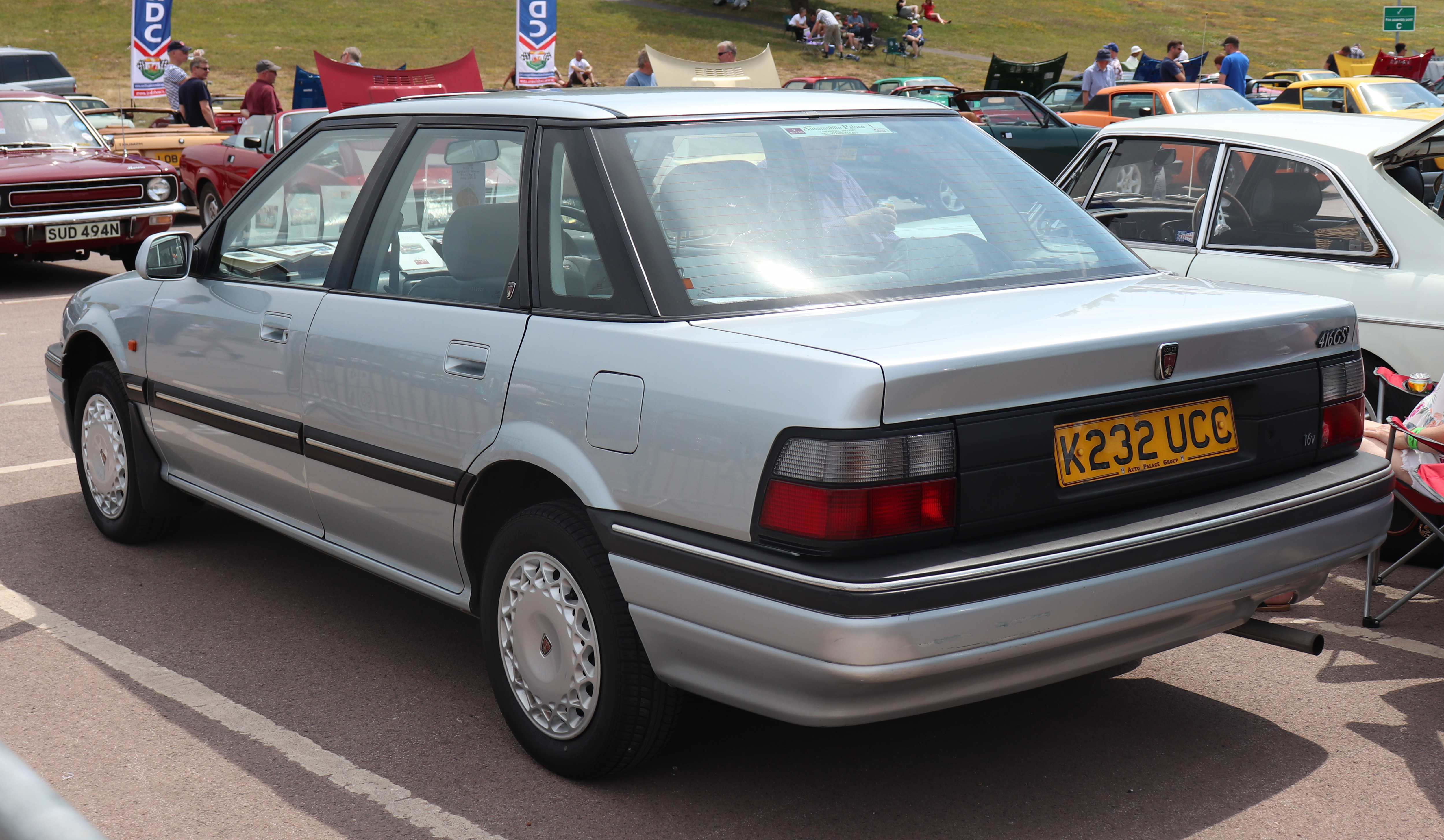
Rover serii 400 I – tył po liftingu

Rover serii 400 I został zaprezentowany po raz pierwszy w 1990 roku.
Rover serii 400, oznaczony nazwą kodową R8, został zaprezentowany w 1990 roku jako wersja sedan modelu 200 drugiej generacji. Samochód konstrukcyjnie był bliźniaczy z Hondą Concerto. Auta były produkowane w fabryce Rovera w angielskim Longbridge.
Początkowo model ten był oferowany jedynie w wersji sedan, później także jako kombi nazwane Tourer. Do napędu zastosowano nowy silnik Rovera serii K o pojemności 1.4, szesnastozaworowej głowicy oraz dwóch wałkach rozrządu. Silnik ten wyposażony był w jednopunktowy wtrysk paliwa (SPI). Rozwijał on moc 95 KM (90 z katalizatorem). Oferowany był także silnik konstrukcji Hondy o pojemności 1.6, z jednym wałkiem rozrządu i wielopunktowym wtryskiem paliwa, osiągał moc 116 KM (111 bez katalizatora). W 1992 roku do oferty dołączyła mocniejsza wersja tej jednostki: 1.6 16V DOHC o mocy 125 KM (130 bez katalizatora).
W 1991 roku wprowadzono wersję 420 GSI z silnikiem Rovera serii M 2.0 16V DOHC o mocy 140 KM pochodzącym z Rovera 800. Rok później silnik ten został zastąpiony przez wywodzącą się z niego jednostkę serii T o tej samej pojemności i mocy 136 KM. Pod koniec 1992 roku wprowadzono do oferty turbodoładowany silnik serii T o pojemności 2.0 i mocy 200 KM. Wyprodukowano ograniczoną liczbę egzemplarzy serii 400 z tym silnikiem. W tym samym roku silnik 1.4 16V został zmodyfikowany i otrzymał wielopunktowy wtrysk paliwa (MPI), a jego moc wzrosła do 103 KM.
Rover serii 400 oferowany był również z silnikami wysokoprężnymi. Wprowadzone w 1991 roku silniki 1.9 D oraz 1.8 TD dysponowały mocą odpowiednio 67 i 88 KM. Jednostki te pochodziły z koncernu PSA.
W 1994 roku do oferty dołączyła wersja kombi, nazwana Tourer. Jednocześnie przeprowadzono facelifting serii 400, zmieniono przód pojazdu dodając chromowany grill oraz modyfikując maskę, upodabniając modele 200 i 400 do sztandarowego modelu 800. Zmieniono także tylne światła oraz zmodyfikowano wnętrze.
Wszystkie silniki fabrycznie montowane były z 5-biegową manualną skrzynią biegów. W przypadku silników Rovera (1.4, później także 1.6) była to produkowana na licencji PSA skrzynia R65. Z kolei silniki Hondy (1.6) oraz Rovera (2.0) łączone były ze skrzynią PG1 konstrukcji Hondy. Silniki 1.6 były także dostępne z 4-biegową skrzynią automatyczną.
Rover 400 był dość bogato wyposażony jak na auto tego segmentu. Drewniane wykończenie deski rozdzielczej i drzwi występowało już w podstawowej wersji. Często pojawiały się także elektrycznie sterowane szyby, czy ABS. Wszystkie wersje miały regulowaną wysokość kierownicy, co nie było standardem w tamtych latach. Bogatsze wersje, jak GTI czy GSI, były fabrycznie wyposażone w półskórzaną tapicerkę, dostępna była również klimatyzacja, felgi aluminiowe, elektryczny szyberdach, czy elektryczne lusterka boczne. Bagażnik wersji sedan oferował 410 l pojemności, natomiast wersja kombi dysponowała pojemnością 430 l.
Pierwsza generacja Rovera 400 wraz z modelem 200 uznawana jest za jeden z najbardziej udanych i najpopularniejszych modeli firmy. Dobre wyposażenie, dynamiczne silniki oraz dopracowane zawieszenie pozwalały skutecznie rywalizować w segmencie aut kompaktowych.
Produkcja pierwszej generacji modelu 400 została zakończona w 1995 roku, jednak wersja kombi była w dalszym ciągu produkowana aż do 1998 roku. Od 1996 roku, w związku z zakończeniem współpracy z Hondą, wycofano jej silniki. Do oferty dołączył nowy silnik Rovera 1.6 16V DOHC o mocy 111 KM, którego konstrukcja wywodziła się z jednostki 1.4. Tym samym samochód oferowany był z nowym silnikiem 1.6 oraz z jednostką 2.0 16V o mocy 136 KM, a także z turbodoładowanym dieslem. W tym samym roku przestarzałą deskę rozdzielczą zastąpiono tą z nowego Rovera serii 200.
W Australii pod nazwą Rover 416i sprzedawana była Honda Integra pierwszej generacji.

### Dane techniczne
| Model             | Silnik            | Liczba zaworów | Moc maksymalna przy obr./min. | Maks. moment obrotowy przy obr./min | Przyśpieszenie (0–100 km/h) | Prędkość maksymalna | Średnie zużycie paliwa na 100 km |
| Sedan             | Sedan             | Sedan          | Sedan                         | Sedan                               | Sedan                       | Sedan               | Sedan                            |
| ----------------- | ----------------- | -------------- | ----------------------------- | ----------------------------------- | --------------------------- | ------------------- | -------------------------------- |
| 414 Si/SLi        | R4 1396 cm³, DOHC | 16             | 90 KM/6250                    | 122 Nm/4000                         | 11,1 s                      | 167 km/h            | 6,9 l                            |
| 414 Si/SLi        | R4 1396 cm³, DOHC | 16             | 95 KM/6250                    | 124 Nm/4000                         | 11,1 s                      | 171 km/h            | 6,9 l                            |
| 414 Si/SLi        | R4 1396 cm³, DOHC | 16             | 103 KM/6250                   | 127 Nm/3000                         | 10,5 s                      | 182 km/h            | 7,1 l                            |
| 416 Si/SLi/GSi    | R4 1590 cm³, SOHC | 16             | 111 KM/6300                   | 138 Nm/5200                         | 10,1 s                      | 190 km/h            | 8,2 l                            |
| 416 GSi           | R4 1590 cm³, SOHC | 16             | 116 KM/6300                   | 141 Nm/5200                         | 9,2 s                       | 193 km/h            | 8,2 l                            |
| 416 GTi           | R4 1590 cm³, DOHC | 16             | 130 KM/6800                   | 143 Nm/5700                         | 8,6 s                       | 200 km/h            | 8,3 l                            |
| 420 Si/SLi/GSi    | R4 1994 cm³, DOHC | 16             | 136 KM/6000                   | 185 Nm/2500                         | 8,2 s                       | 200 km/h            | 8,0 l                            |
| 420 Si/SLi/GSi    | R4 1994 cm³, DOHC | 16             | 140 KM/6000                   | 182 Nm/4500                         | 8,1 s                       | 203 km/h            | 8,3 l                            |
| 420 GSi Turbo     | R4 1994 cm³, DOHC | 16             | 200 KM/6000                   | 237 Nm/2100                         | 6,4 s                       | 235 km/h            | 8,4 l                            |
| 418 SD/GLD        | R4 1905 cm³, SOHC | 8              | 67 KM/4600                    | 121 Nm/2500                         | 16,0 s                      | 154 km/h            | 5,6 l                            |
| 418 GLD/SLD Turbo | R4 1769 cm³, SOHC | 8              | 88 KM/4300                    | 180 Nm/2500                         | 11,8 s                      | 171 km/h            | 5,6 l                            |
| Kombi             |                   |                |                               |                                     |                             |                     |                                  |
| 416 Si/SLi        | R4 1590 cm³, SOHC | 16             | 111 KM/6300                   | 138 Nm/5200                         | 10,0 s                      | 190 km/h            | 8,6 l                            |
| 416 Si/SLi        | R4 1588 cm³, DOHC | 16             | 111 KM/6000                   | 145 Nm/3000                         | 9,7 s                       | 185 km/h            | b/d                              |
| 420 GSi           | R4 1994 cm³, DOHC | 16             | 136 KM/6000                   | 185 Nm/2500                         | 8,7 s                       | 200 km/h            | 8,0 l                            |
| 418 SLD Turbo     | R4 1769 cm³, SOHC | 8              | 88 KM/4300                    | 180 Nm/2500                         | 12,1 s                      | 169 km/h            | b/d                              |

## Druga generacja

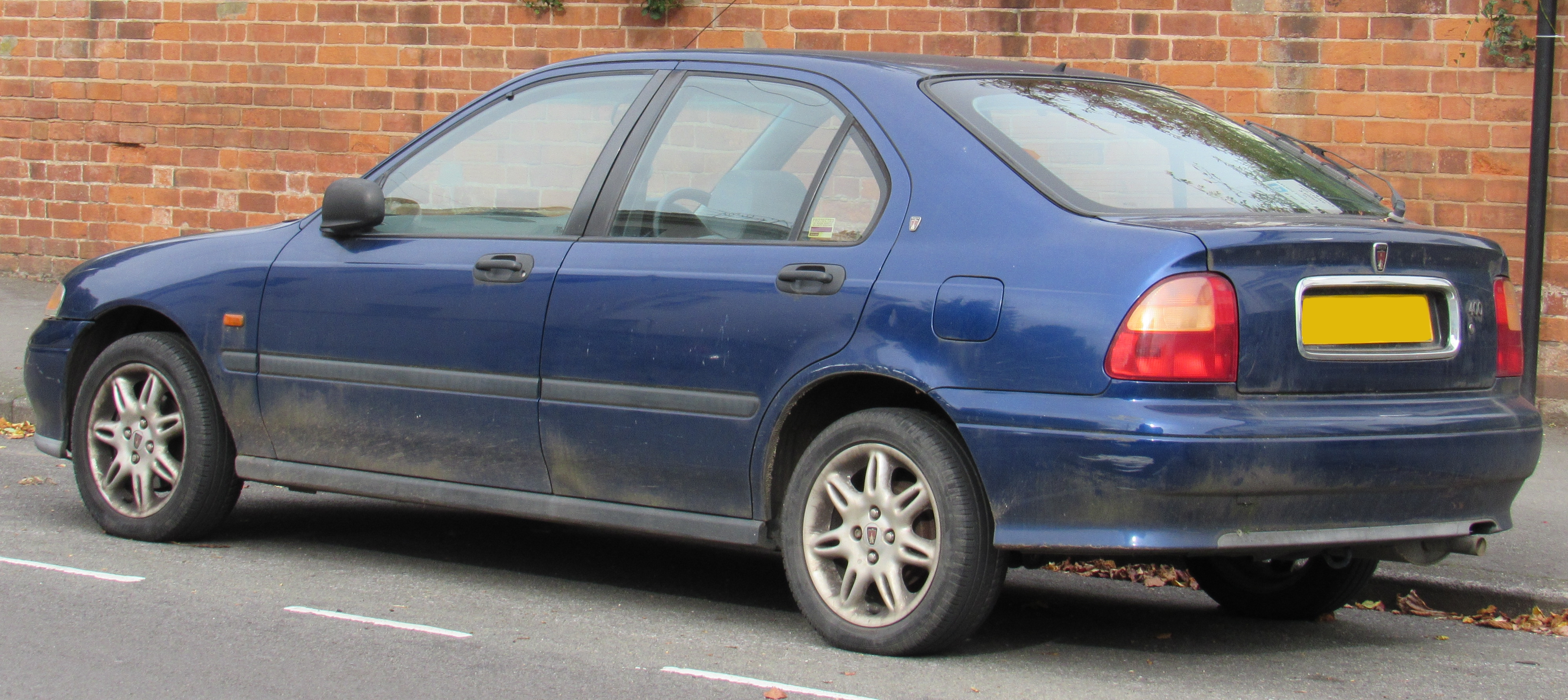
Rover serii 400 II – tył

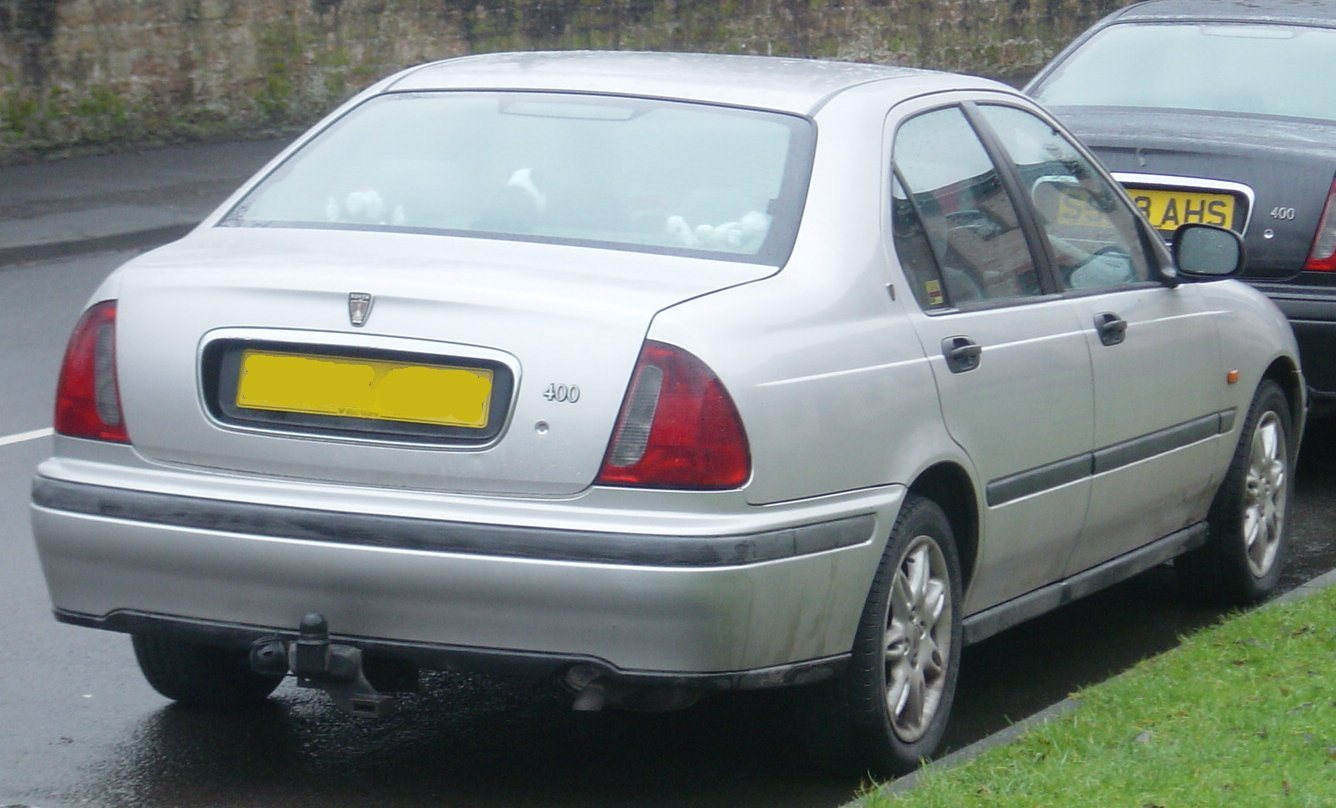
Rover serii 400 II Sedan

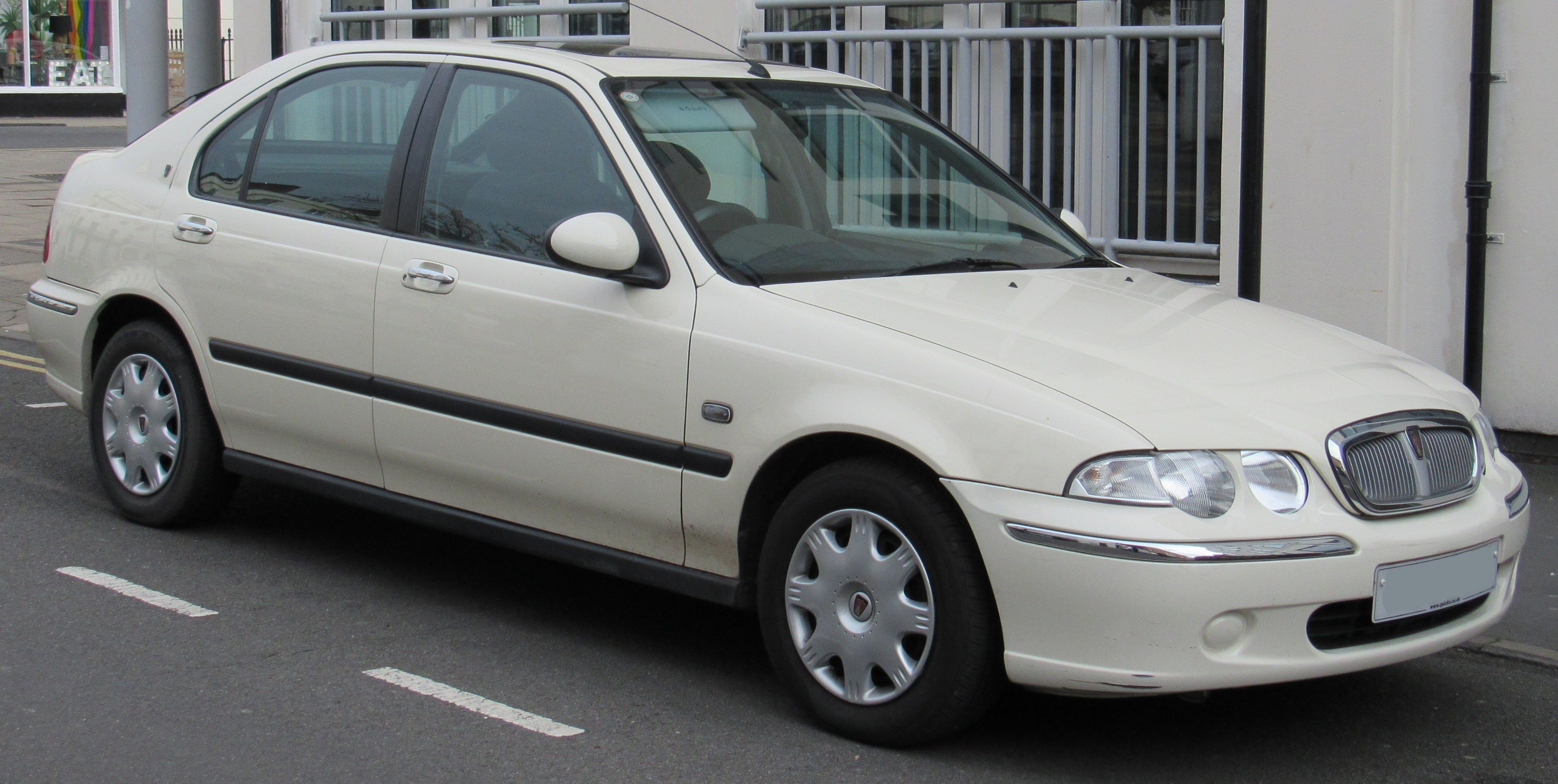
Rover 45 po liftingu

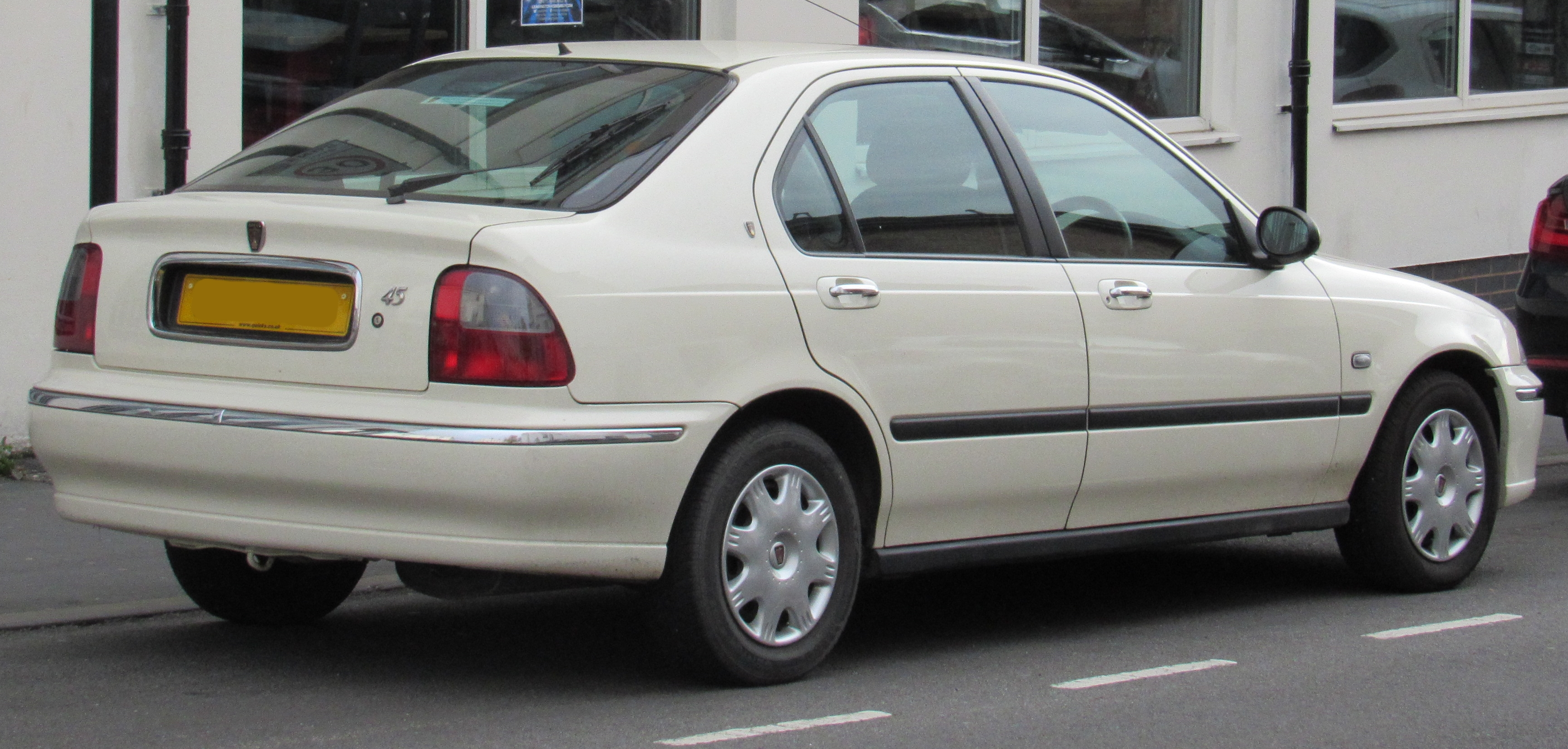
Rover 45 po liftingu – tył

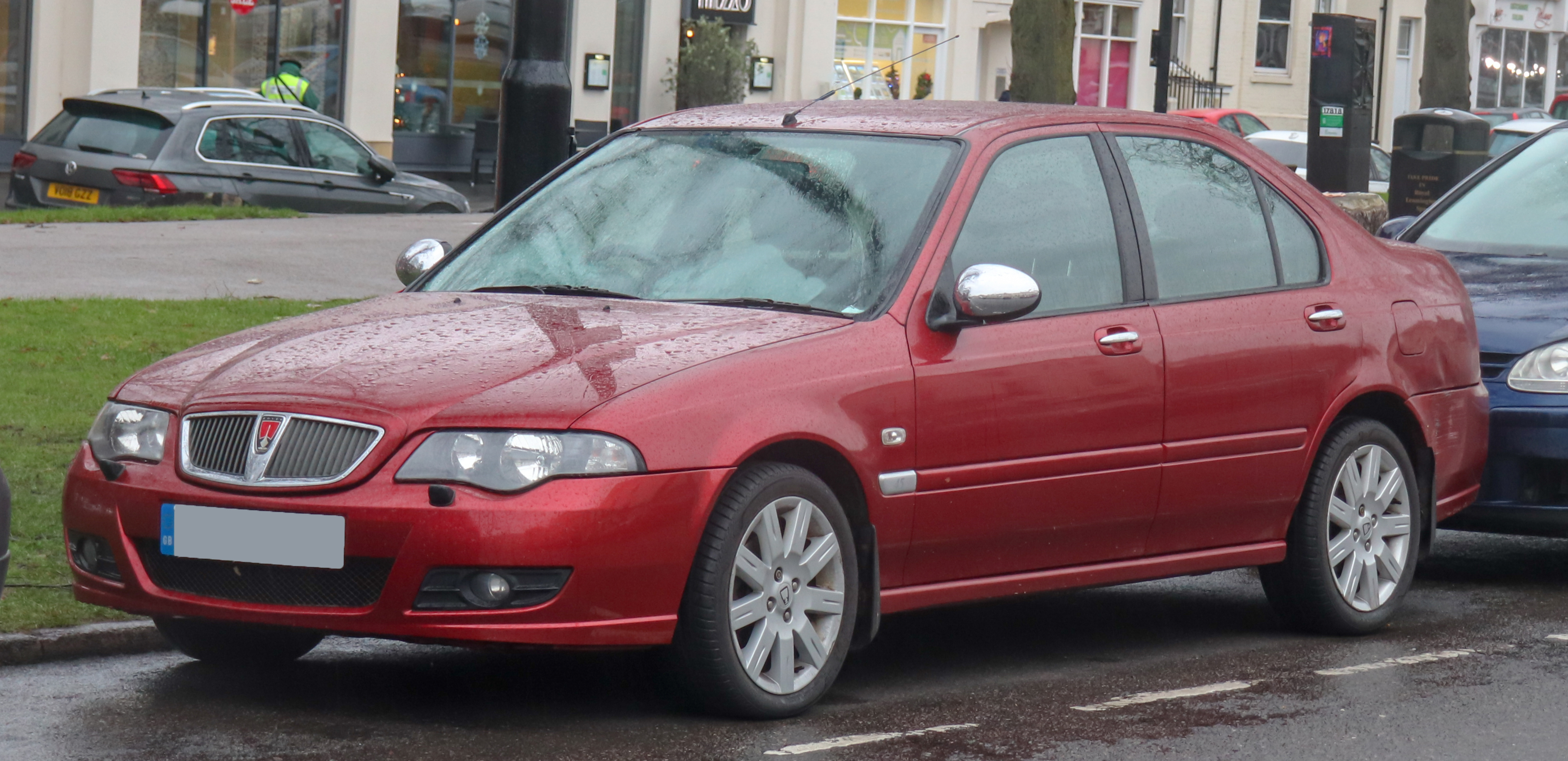
Rover 45 po drugim liftingu

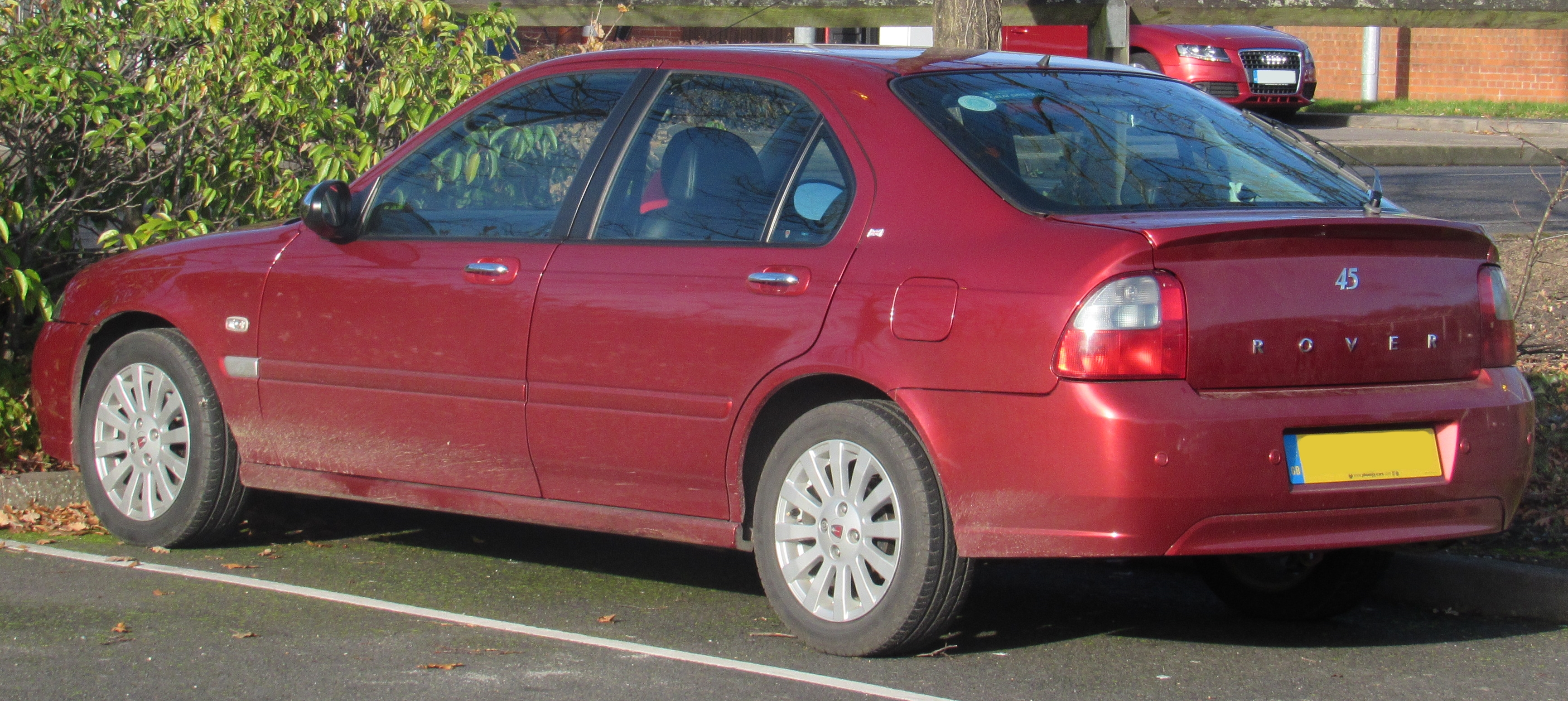
Rover 45 - tył po drugim liftingu

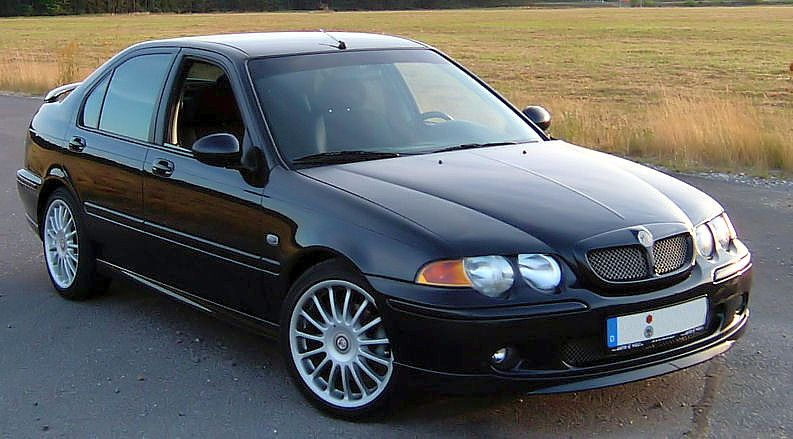
MG ZS

Rover serii 400 II został zaprezentowany po raz pierwszy w 1995 roku.
Druga generacja Rovera serii 400, oznaczona nazwą kodową HHR, została zaprezentowana 29 marca 1995 roku. Model ten, podobnie jak poprzednik, został opracowany wspólnie z Hondą. Konstrukcja oparta jest na Hondzie Domani oraz Civic szóstej generacji w wersji 5-drzwiowej. Samochód został wprowadzony do produkcji pomimo odkupienia Rovera przez firmę BMW w 1994 roku.
Początkowo samochód występował tylko jako 5-drzwiowy hatchback, jednak już w marcu 1996 roku wprowadzono do oferty wersję sedan opracowaną niezależnie przez Brytyjczyków. Sedan, oprócz całkowicie innej tylnej części nadwozia, charakteryzował się nieco dłuższym nadwoziem oraz innymi zderzakami. Stylistycznie nowy model serii 400 upodabniał się do modeli serii 200 i 600 z charakterystycznym chromowanym grillem.
Od początku samochód dostępny był z pełną gamą silników. Były to trzy silniki benzynowe znane z poprzedniej generacji, 1.4 16V o mocy 103 KM oraz wywodząca się z niego jednostka o pojemności 1.6 i mocy 111 KM, a także silnik 2.0 16V o mocy 136 KM. Dodatkowo montowano silniki Diesla serii L o pojemności 2.0 w dwóch wersjach: bez intercoolera z mechanicznym wtryskiem paliwa o mocy 86 KM oraz z intercoolerem i elektronicznym wtryskiem paliwa o mocy 105 KM. Przez krótki okres auto oferowane było także z ośmiozaworową odmianą silnika 1.4 o mocy 75 KM. Pod koniec produkcji została wprowadzona ograniczona liczbę egzemplarzy z silnikiem 2.5 serii KV6 o mocy 175 KM dostępnym wyłącznie z 4-biegową skrzynią automatyczną. Wszystkie te silniki były własną konstrukcją Rovera i dostępne były wyłącznie z 5-biegową manualną skrzynią biegów. Jedynym silnikiem konstrukcji Hondy montowanym w tej generacji serii 400 był silnik 1.6 16V SOHC o mocy 114 KM łączony wyłącznie z 4-biegową automatyczną przekładnią.
Zawieszenie Rovera 400 jest dość nietypowe jak na samochód tej klasy. Z przodu zastosowano podwójne wahacze ze sprężynami śrubowymi, natomiast z tyłu zamontowano zawieszenie wielowahaczowe. Przednie hamulce tarczowe występowały zarówno w wersji wentylowanej jak i niewentylowanej, natomiast z tyłu montowano bębny hamulcowe lub tarcze niewentylowane.
Samochód był fabrycznie wyposażony w poduszkę powietrzną kierowcy, napinacze pasów bezpieczeństwa, wspomaganie układu kierowniczego, elektrycznie sterowane przednie szyby, centralny zamek, czy immobilizer. Na niektórych rynkach do standardowego wyposażenia należał także ABS i elektrycznie sterowane lusterka. Dodatkowo auto mogło być wyposażone między innymi w poduszkę pasażera, klimatyzację i elektrycznie sterowane szyby tylne. Pojemność bagażnika wersji hatchback wynosiła 375, natomiast wersji sedan 470 litrów.

### Restylizacje
Jesienią 1999 roku zaprezentowano model po modernizacje w celu upodobnienia do nowego modelu 75. Jednocześnie zdecydowano się na zmianę nazwy – Rover 45.
Zmiany dotyczyły przede wszystkim wyglądu zewnętrznego. Zmieniono przednie reflektory na podwójne, podobne do tych w Roverze 75, zmodyfikowano maskę i grill, powiększono zderzaki oraz dodano więcej chromowanych elementów takich jak klamki czy listwy na zderzakach. We wnętrzu zastosowano wygodniejsze fotele przejęte z większego modelu 75. Zmiany objęły także zawieszenie, które otrzymało sztywniejszą charakterystykę, pozwalającą na pewniejsze zachowanie auta w zakrętach. Do standardowego wyposażenia należały między innymi cztery poduszki powietrzne oraz ABS z EBD.
Niewielkie zmiany zaszły w gamie silnikowej. Od początku montowano pięć silników, w tym cztery benzynowe serii K: 1.4 16V 103 KM, 1.6 16V 109 KM, 1.8 16V 117 KM (dostępny także ze skrzynią CVT) oraz nowy silnik 2.0 V6 o mocy 150 KM (dostępny tylko z 5-biegową skrzynią automatyczną z możliwością sekwencyjnej zmiany przełożeń). Oferowano także zmodyfikowany silnik wysokoprężny serii L o nieco mniejszej mocy (101 KM), ale o wyższym maksymalnym momencie obrotowym. Na początku 2004 roku gamę uzupełniła mocniejsza wersja tego silnika o mocy 113 KM.
W 2004 roku samochód przeszedł kolejny facelifting. Ponownie zmieniono przednią część nadwozia, zastosowano nowe zespolone reflektory, inny grill, zmienione zderzaki. Z tyłu przeniesiono tablicę rejestracyjną z klapy bagażnika na zderzak, przemodelowano także kształt klapy. Listwy ochronne na drzwiach oraz progi były lakierowane w kolorze nadwozia. Duże zmiany zaszły we wnętrzu, zastosowano całkowicie nową deskę rozdzielczą oraz dźwignię zmiany biegów. Wprowadzono nowe kolory nadwozia oraz nową tapicerkę w kilku kolorach z nowymi wersjami wykończenia. Do listy opcji dołączyła w pełni automatyczna klimatyzacja.

### Zakończenie produkcji
Produkcję Rovera 45 jak i MG ZS zakończono w kwietniu 2005 roku. Niedługo później MG Rover ogłosił upadłość. Prawa do oryginalnego projektu z 1995 roku posiadała Honda, dlatego też dalsza produkcja Rovera 45 przez nowego właściciela nie była możliwa – chiński koncern Nanjing Automobile poprzestał jedynie na wytworzeniu krótkiej serii bliźniaczego MG ZS w latach 2006–2007 pod nazwą MG 5.

### Dane techniczne
| Model                | Silnik            | Liczba zaworów | Moc maksymalna przy obr./min. | Maks. moment obrotowy przy obr./nim | Przyśpieszenie (0–100 km/h) | Prędkość maksymalna | Średnie zużycie paliwa przy prędkości 90/120/miasto w litrach na 100 km |
| -------------------- | ----------------- | -------------- | ----------------------------- | ----------------------------------- | --------------------------- | ------------------- | ----------------------------------------------------------------------- |
| 414 i                | R4 1396 cm³, SOHC | 8              | 75 KM/5500                    | 117 Nm/2500                         | 13,4 s                      | 166 km/h            | b.d.                                                                    |
| 414 i/Si             | R4 1396 cm³, DOHC | 16             | 103 KM/6000                   | 127 Nm/3000                         | 11,8 s                      | 185 km/h            | 5,1 / 6,5 / 8,9                                                         |
| 416 i/Si/SLi         | R4 1588 cm³, DOHC | 16             | 111 KM/6000                   | 145 Nm/3000                         | 10,8 s                      | 190 km/h            | 5,1 / 6,5 / 9,4                                                         |
| 416 Si/SLi Automat   | R4 1590 cm³, SOHC | 16             | 114 KM/6200                   | 140 Nm/5100                         | 12,8 s                      | 190 km/h            | 6,5 / 8,1 / 10,1                                                        |
| 420 i/Si/SLi/GSi     | R4 1994 cm³, DOHC | 16             | 136 KM/6000                   | 185 Nm/2500                         | 9,6 s                       | 200 km/h            | 6,0 / 8,6 / 11,1                                                        |
| 425 Automat          | V6 2497 cm³, DOHC | 24             | 175 KM/6500                   | 240 Nm/4000                         | 8,5 s                       | 225 km/h            | b.d.                                                                    |
| 420 D/SD             | R4 1994 cm³, SOHC | 8              | 86 KM/4500                    | 170 Nm/2000                         | 14,0 s                      | 170 km/h            | 4,4 / 5,7 / 7,8                                                         |
| 420 Di/SDi/SLDi/GSDi | R4 1994 cm³, SOHC | 8              | 105 KM/4200                   | 210 Nm/2000                         | 11,2 s                      | 185 km/h            | 4,3 / 5,3 / 7,1                                                         |

### Dane techniczne (1999)
| Model                  | Silnik            | Liczba zaworów | Moc maksymalna przy obr./min. | Maks. moment obrotowy przy obr./nim | Przyśpieszenie (0–100 km/h) | Prędkość maksymalna | Średnie zużycie paliwa na 100 km |
| ---------------------- | ----------------- | -------------- | ----------------------------- | ----------------------------------- | --------------------------- | ------------------- | -------------------------------- |
| 1.4 / MG ZS 105        | R4 1396 cm³, DOHC | 16             | 103 KM/6000                   | 123 Nm/4500                         | 11,7 s                      | 185 km/h            | 7,0 l                            |
| 1.6 / MG ZS 110        | R4 1588 cm³, DOHC | 16             | 109 KM/6000                   | 138 Nm/4500                         | 10,8 s                      | 190 km/h            | 7,2 l                            |
| 1.8 / MG ZS 120        | R4 1795 cm³, DOHC | 16             | 117 KM/5500                   | 160 Nm/2750                         | 9,9 s                       | 195 km/h            | 7,3 l                            |
| 1.8 CVT / MG ZS 120    | R4 1795 cm³, DOHC | 16             | 117 KM/5500                   | 160 Nm/2750                         | 10,9 s                      | 190 km/h            | 8,7 l                            |
| 2.0 V6                 | V6 1994 cm³, DOHC | 24             | 150 KM/6500                   | 185 Nm/4000                         | 9,5 s                       | 205 km/h            | 9,3 l                            |
| MG ZS 180              | V6 2497 cm³, DOHC | 24             | 177 KM/6500                   | 240 Nm/4000                         | 7,3 s                       | 224 km/h            | 9,5 l                            |
| 2.0 iTD / MG ZS TD     | R4 1994 cm³, SOHC | 8              | 101 KM/4200                   | 240 Nm/2000                         | 10,6 s                      | 185 km/h            | 5,4 l                            |
| 2.0 iTD / MG ZS TD 115 | R4 1994 cm³, SOHC | 8              | 113 KM/4200                   | 260 Nm/2000                         | 9,8 s                       | 190 km/h            | 5,6 l                            |